# チキンバスケット
チキンバスケット（Chicken Basket）とは、籠の中にフライドチキンやフライドポテト、コロッケ、トースト等を盛りつけた物。

## 概要
現代日本のファミリーレストランやカラオケ店、バーガーショップ、弁当屋等、多方面で見る事が出来る。
チキンバスケット発祥の店を自称する店はいくつかあるが、東京都銀座の「銀座キャンドル」が代表的であった。